# 硫代酰胺

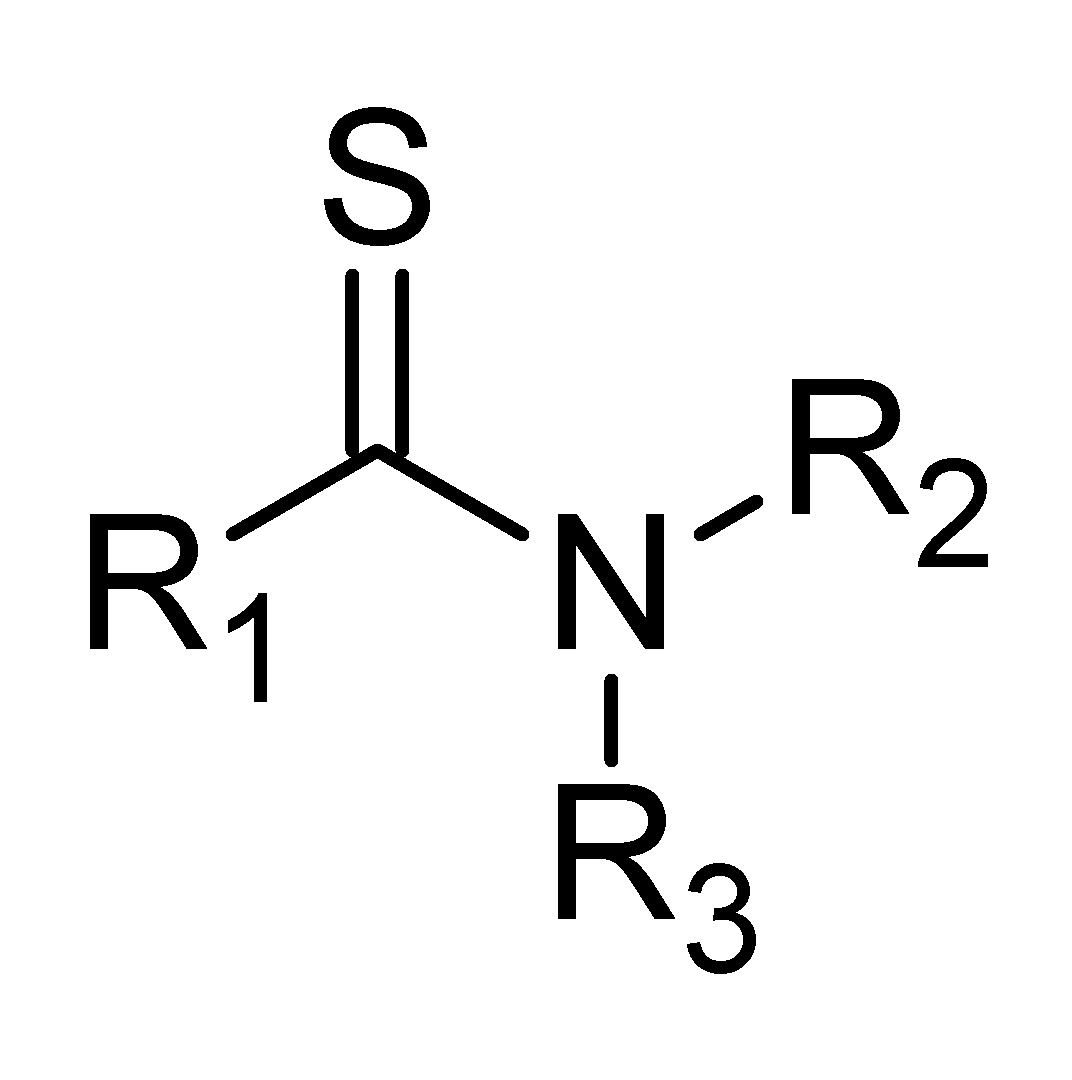
硫代酰胺的结构通式。

硫代酰胺（Thioamide）是酰胺的硫代类似物。通式 R-CS-NR'R"。常见的硫代酰胺如硫代乙酰胺（CH3C(S)NH2）。

## 性质
与酰胺相比，硫代酰胺的 C–N 键重键成分更强，旋转能垒更高。

## 制取
一般由相应酰胺与五硫化二磷或劳森试剂反应制备。 也可由腈与硫化氢作用或通过Willgerodt-Kindler反应得到。

## 用途
用作有机合成试剂；另外，也用作治療甲状腺功能亢进症之藥物。